# Prusy (powiat opatowski)
Prusy – wieś w Polsce położona w województwie świętokrzyskim, w powiecie opatowskim, w gminie Ożarów.
| SIMC    | Nazwa         | Rodzaj  |
| ------- | ------------- | ------- |
| 0802722 | Prusy-Kolonie | kolonia |

Prywatna wieś szlachecka położona była w drugiej połowie XVI wieku w powiecie sandomierskim województwa sandomierskiego. W latach 1975–1998 miejscowość położona była w województwie tarnobrzeskim.
Prusy to stara wieś o średniowiecznym pochodzeniu. Ulokowano ją w dolinie Potoku Pruskiego, a także na łagodnych zboczach doliny, na bardzo urodzajnych (czarnoziemy właściwe) glebach.
We wsi istnieje OSP.